# Kinosternon
 Kinosternon és un gènere de tortugues aquàtiques de la família Kinosternidae conegudes com a tortugues de pantà. Es diferencien de les altres tortugues de la mateixa família per la seva mida més petita i per tenir la closca menys bombada. Viuen als Estats Units, Mèxic, l'Amèrica central, Colòmbia, l'Equador i el Perú.
Són  carnívores i s'alimenten de diversos invertebrats aquàtics, peixos i carronya.

## Taxonomia
- Tortuga de pantà de Tabasco, Kinosternon acutum ( Gray, 1831).
- Tortuga de pantà dels Álamos, Kinosternon alamosae ( Berry i  Legler, 1980).
- Tortuga de pantà d'Amèrica central, Kinosternon angustipons ( Legler, 1965).
- Tortuga de pantà ratllada, Kinosternon baurii ( Garman, 1891).
- Tortuga de pantà de Jalisco, Kinosternon Chimalhuacán ( Berry,  Seidel, &  Iverson, 1997).
- Tortuga de pantà de Creasa, Kinosternon creaseri ( Hartweg, 1934).
- Tortuga de pantà de cara vermella, Kinosternon cruentatum ( Duméril,  Bibron i  Duméril, 1851).
- Tortuga de pantà de Colòmbia o Cap de tros Kinosternon dunni ( Schmidt, 1947).
- Tortuga de pantà groga Kinosternon flavescens ( Agassiz, 1857).
- Tortuga de pantà d'Herrara, Kinosternon herrerai ( Stejneger, 1945).
- Tortuga de pantà de Mèxic o Morrocoy de potes gruixudes, Kinosternon hirtipes ( Wagler, 1830).
- Tortuga de pantà mexicana, Morrocoy mexicà o Tortuga casquito Kinosternon integrum ( Le Conte, 1854).
- Tortuga de pantà de llavis blancs, Kinosternon leucostomum ( Duméril,  Bibron i  Duméril, 1851).
- Tortuga de pantà d'Oaxaca, Kinosternon oaxacae ( Berry i  Iverson, 1980).
- Tortuga escorpí, Kinosternon scorpioides ( Linnaeus, 1766).
- Tortuga de pantà de Sonora, Kinosternon sonoriense ( Le Conte, 1854).
- Tortuga de pantà de l'Equador, Kinosternon spurrelli (Boulenger, 1913).
- Tortuga de pantà de l'Est o del riu Mississipi, Kinosternon subrubrum ( Lacépède, 1788).